# Негоні (Мічиган)
Негоні (англ. Negaunee) — місто (англ. city) в США, в окрузі Маркетт штату Мічиган. Населення — 4627 осіб (2020).

## Географія
Негоні розташоване за координатами 46°29′48″ пн. ш. 87°35′29″ зх. д. / 46.49667° пн. ш. 87.59139° зх. д. (46.496543, -87.591412).  За даними Бюро перепису населення США в 2010 році місто мало площу 37,43 км², з яких 35,11 км² — суходіл та 2,32 км² — водойми.

### Клімат
| Клімат : Негоні         | Клімат : Негоні | Клімат : Негоні | Клімат : Негоні | Клімат : Негоні | Клімат : Негоні | Клімат : Негоні | Клімат : Негоні | Клімат : Негоні | Клімат : Негоні | Клімат : Негоні | Клімат : Негоні | Клімат : Негоні | Клімат : Негоні |
| Показник                | Січ.            | Лют.            | Бер.            | Квіт.           | Трав.           | Черв.           | Лип.            | Серп.           | Вер.            | Жовт.           | Лист.           | Груд.           | Рік             |
| Абсолютний максимум, °C | 11,7            | 16,1            | 27,2            | 33,3            | 35,0            | 37,2            | 37,2            | 35,6            | 33,9            | 30,6            | 22,8            | 15,0            | 37,2            |
| Середній максимум, °C   | −5,6            | −3,6            | 1,5             | 8,8             | 16,6            | 22,1            | 24,7            | 23,5            | 18,8            | 11,2            | 3,1             | −3,4            | 9,9             |
| Середній мінімум, °C    | −14,9           | −14,8           | −10,1           | −2,2            | 4,4             | 9,7             | 12,6            | 11,7            | 7,7             | 1,2             | −5              | −11,6           | −0,9            |
| Абсолютний мінімум, °C  | −35,6           | −36,7           | −34,4           | −22,8           | −8,3            | −3,9            | 1,1             | −0,6            | −6,1            | −12,8           | −25             | −33,3           | −36,7           |
| Норма опадів, мм        | 61              | 54              | 77              | 76              | 77              | 72              | 72              | 77              | 94              | 98              | 81              | 65              | 906             |
| Днів з опадами          | 17,3            | 13,1            | 14,5            | 12,2            | 11,5            | 12,2            | 11,6            | 10,7            | 13,4            | 15,2            | 15,2            | 17,1            | 164,0           |
| Днів зі снігом          | 19,6            | 14,7            | 13,0            | 6,5             | 0,9             | 0               | 0               | 0               | 0,1             | 4,1             | 12,4            | 18,3            | 89,6            |
| ----------------------- | --------------- | --------------- | --------------- | --------------- | --------------- | --------------- | --------------- | --------------- | --------------- | --------------- | --------------- | --------------- | --------------- |
| Джерело: NOAA           |                 |                 |                 |                 |                 |                 |                 |                 |                 |                 |                 |                 |                 |

## Демографія
Згідно з переписом 2010 року, у місті мешкало 4568 осіб у 1940 домогосподарствах у складі 1219 родин. Густота населення становила 122 особи/км².  Було 2119 помешкань (57/км²).
Расовий склад населення:
| - 96,6 % — білих - 1,1 % — корінних американців - 0,3 % — азіатів - 0,1 % — чорних або афроамериканців |

До двох чи більше рас належало 1,7 %. Частка іспаномовних становила 1,1 % від усіх жителів.
За віковим діапазоном населення розподілялося таким чином: 23,9 % — особи молодші 18 років, 59,4 % — особи у віці 18—64 років, 16,7 % — особи у віці 65 років та старші. Медіана віку мешканця становила 39,7 року. На 100 осіб жіночої статі у місті припадало 90,0 чоловіків;  на 100 жінок у віці від 18 років та старших — 87,2 чоловіків також старших 18 років.
Середній дохід на одне домашнє господарство  становив 58 903 долари США (медіана — 49 068), а середній дохід на одну сім'ю — 71 052 долари (медіана — 61 583). Медіана доходів становила 49 856 доларів для чоловіків та 32 275 доларів для жінок. За межею бідності перебувало 11,1 % осіб, у тому числі 10,2 % дітей у віці до 18 років та 13,5 % осіб у віці 65 років та старших.
Цивільне працевлаштоване населення становило 2034 особи. Основні галузі зайнятості: освіта, охорона здоров'я та соціальна допомога — 25,1 %, роздрібна торгівля — 14,0 %, публічна адміністрація — 9,3 %, транспорт — 9,0 %.